# Nicky Larson – City Hunter
Nicky Larson – City Hunter ist ein französischer Actionfilm des Regisseurs Philippe Lacheau basierend auf dem gleichnamigen Manga von Tsukasa Hojo.

## Handlung
Nicky Larson ist ein Privatdetektiv sowie ein talentierter Straßenkämpfer und ein Scharfschütze. Er wird oft aufgefordert, Probleme zu lösen, die niemand lösen kann. Unterstützt von seiner Partnerin Laura bietet er seinen Kunden mehrere mehr oder weniger gefährliche Dienstleistungen an. Doch so professionell und berühmt er auch ist, er hat einen großen Makel: seine besonders ausgeprägte Vorliebe für das weibliche Geschlecht, die Laura viele Sorgen bereitet.
Einer seiner Kunden betraut ihn eines Tages mit der Mission, das „Amorparfüm“ zu schützen, einen Duft, der jeden, der ihn trägt, absolut unwiderstehlich macht. Aber ein Moment der Ablenkung von Larsons Seite ermöglicht es Schlägern, es zu ergreifen. Nicky Larson muss dann das Parfüm bergen.

## Produktion
Regie führte Philippe Lacheau und die Drehbücher schrieben Julien Arruti, Philippe Lacheau und Pierre Lacheau. Die Musik komponierten Michael Tordjman und Maxime Desprez. Die Produzent waren Christophe Cervoni und Philippe Lacheau.

## Veröffentlichung
Der Film wurde am 15. Dezember 2018 in Frankreich veröffentlicht. Am 6. Februar 2019 kam der Film in die Schweiz. In Belgien wurde der Film am 13. Februar 2019 veröffentlicht. Außerdem erschien der Film am 14. März 2019 in Thailand und am 23. Mai 2019 in Russland unter dem Titel "Undercover Playboy".
Der Film wurde 2023 für die DVD-Veröffentlichung in deutscher Sprache synchronisiert.

## Rezeption
Am 14. Dezember 2018 schrieb Simon Riaux in seiner Kritik zu „Écran large“: … „der Film sendet eine Handvoll manchmal urkomischer Bilder, manchmal durchdrungen von unerwarteter Schönheit (...) in subjektiver Vision in gesteppter Verfolgung. Die Geschichte des Films gelingt es, eine erstaunliche Harmonie zwischen Pastiche und erstem Grad zu halten. (...) Die Dialoge erscheinen mehr als einmal als Hauptschwäche des Films“. Alexandre Lazerges von GQ schrieb, der Film sei schlimmer als Monsieur Claude 2 und zerstöre einen Kult-Manga trotz der Anwesenheit von Pamela Anderson und Dorothée.